# Trophée Vardon
Pour les articles homonymes, voir Vardon.
Le Trophée Vardon, du nom du golfeur Harry Vardon, est un trophée, octroyé par la Professional Golfers' Association (PGA) of America qui récompense le joueur du PGA Tour ayant réalisé le score moyen le plus bas sur un minimum de 60 parties jouées dans la saison, 80 parties jusqu'en 1987. Ce trophée, instauré en 1937, n'a pas été décerné de 1942 à 1946.
En 1980 est instauré un autre trophée, le Byron Nelson Award, décerné lui aussi au joueur du PGA Tour qui fait le score moyen le plus bas, mais avec un minimum de 50 parties. Le lauréat du Trophée Vardon est généralement le vainqueur du Byron Nelson Award, les trophées n'ont été remis à deux golfeurs différents qu'a sept reprises. Greg Norman notamment remporte en 1988, 1993 et 1995 le Byron Nelson Award mais n'a pas joué les 60 parties nécessaire pour être classé au Trophée Vardon, tandis qu'en 1989 il remporte le Trophée Vardon mais pas le Byron Nelson Award, décerné à Payne Stewart.

## Vainqueurs
| Année | Trophée Vardon  | Trophée Vardon                            | Byron Nelson Award | Byron Nelson Award                        |
| Année | Vainqueur       | Meilleur score moyen (minimum 60 parties) | Vainqueur          | Meilleur score moyen (minimum 50 parties) |
| ----- | --------------- | ----------------------------------------- | ------------------ | ----------------------------------------- |
| 2019  | Rory McIlroy    | 69,06                                     | Rory McIlroy       | 69,06                                     |
| 2018  | Dustin Johnson  | 68,70                                     | Dustin Johnson     | 68,70                                     |
| 2017  | Jordan Spieth   | 68,85                                     | Jordan Spieth      | 68,85                                     |
| 2016  | Dustin Johnson  | 69.17                                     | Dustin Johnson     | 69.17                                     |
| 2015  | Jordan Spieth   | 68.91                                     | Jordan Spieth      | 68.91                                     |
| 2014  | Rory McIlroy    | 68.83                                     | Rory McIlroy       | 68.83                                     |
| 2013  | Tiger Woods     | 68.98                                     | Steve Stricker     | 68.95                                     |
| 2012  | Rory McIlroy    | 68.87                                     | Rory McIlroy       | 68.87                                     |
| 2011  | Luke Donald     | 68.86                                     | Luke Donald        | 68.86                                     |
| 2010  | Matt Kuchar     | 69.61                                     | Matt Kuchar        | 69.61                                     |
| 2009  | Tiger Woods     | 68.05                                     | Tiger Woods        | 68.05                                     |
| 2008  | Sergio García   | 69,12                                     | Sergio García      | 69,12                                     |
| 2007  | Tiger Woods     | 67,79                                     | Tiger Woods        | 67,79                                     |
| 2006  | Jim Furyk       | 68,11                                     | Tiger Woods        | 68,11                                     |
| 2005  | Tiger Woods     | 68.66                                     | Tiger Woods        | 68.66                                     |
| 2004  | Vijay Singh     | 68,84                                     | Vijay Singh        | 68,84                                     |
| 2003  | Tiger Woods     | 68,41                                     | Tiger Woods        | 68,41                                     |
| 2002  | Tiger Woods     | 68,56                                     | Tiger Woods        | 68,56                                     |
| 2001  | Tiger Woods     | 68,81                                     | Tiger Woods        | 68,81                                     |
| 2000  | Tiger Woods     | 67,79                                     | Tiger Woods        | 67,79                                     |
| 1999  | Tiger Woods     | 68,43                                     | Tiger Woods        | 68,43                                     |
| 1998  | David Duval     | 69,13                                     | David Duval        | 69,13                                     |
| 1997  | Nick Price      | 68,98                                     | Nick Price         | 68,98                                     |
| 1996  | Tom Lehman      | 69,32                                     | Tom Lehman         | 69,32                                     |
| 1995  | Steve Elkington | 69,92                                     | Greg Norman        | 69,06                                     |
| 1994  | Greg Norman     | 68,81                                     | Greg Norman        | 68,81                                     |
| 1993  | Nick Price      | 69,11                                     | Greg Norman        | 68,90                                     |
| 1992  | Fred Couples    | 69,38                                     | Fred Couples       | 69,38                                     |
| 1991  | Fred Couples    | 69,59                                     | Fred Couples       | 69,59                                     |
| 1990  | Greg Norman     | 69,10                                     | Greg Norman        | 69,10                                     |
| 1989  | Greg Norman     | 69,49                                     | Payne Stewart      | 69,485                                    |
| 1988  | Chip Beck       | 69,46                                     | Greg Norman        | 69,46                                     |

| Année | Trophée Vardon | Trophée Vardon                            | Byron Nelson Award | Byron Nelson Award                        |
| Année | Vainqueur      | Meilleur score moyen (minimum 80 parties) | Vainqueur          | Meilleur score moyen (minimum 50 parties) |
| ----- | -------------- | ----------------------------------------- | ------------------ | ----------------------------------------- |
| 1987  | Dan Pohl       | 70,25                                     | David Frost        | 70,09                                     |
| 1986  | Scott Hoch     | 70,08                                     | Scott Hoch         | 70,08                                     |
| 1985  | Don Pooley     | 70,36                                     | Don Pooley         | 70,36                                     |
| 1984  | Calvin Peete   | 70,56                                     | Calvin Peete       | 70,56                                     |
| 1983  | Raymond Floyd  | 70,61                                     | Raymond Floyd      | 70,61                                     |
| 1982  | Tom Kite       | 70,21                                     | Tom Kite           | 70,21                                     |
| 1981  | Tom Kite       | 69,80                                     | Tom Kite           | 69,80                                     |
| 1980  | Lee Trevino    | 69,73                                     | Lee Trevino        | 69,73                                     |

| Année | Trophée Vardon        | Trophée Vardon                            |
| Année | Vainqueur             | Meilleur score moyen (minimum 80 parties) |
| ----- | --------------------- | ----------------------------------------- |
| 1979  | Tom Watson            | 70,27                                     |
| 1978  | Tom Watson            | 70,16                                     |
| 1977  | Tom Watson            | 70,32                                     |
| 1976  | Don January           | 70,56                                     |
| 1975  | Bruce Crampton        | 70,57                                     |
| 1974  | Lee Trevino           | 70,53                                     |
| 1973  | Bruce Crampton        | 70,57                                     |
| 1972  | Lee Trevino           | 70,89                                     |
| 1971  | Lee Trevino           | 70,27                                     |
| 1970  | Lee Trevino           | 70,64                                     |
| 1969  | Dave Hill             | 70,34                                     |
| 1968  | Billy Casper          | 69,82                                     |
| 1967  | Arnold Palmer         | 70,18                                     |
| 1966  | Billy Casper          | 70,27                                     |
| 1965  | Billy Casper          | 70,85                                     |
| 1964  | Arnold Palmer         | 70,01                                     |
| 1963  | Billy Casper          | 70,58                                     |
| 1962  | Arnold Palmer         | 70,27                                     |
| 1961  | Arnold Palmer         | 69,85                                     |
| 1960  | Billy Casper          | 69,95                                     |
| 1959  | Art Wall              | 70,35                                     |
| 1958  | Bob Rosburg           | 70,11                                     |
| 1957  | Dow Finsterwald       | 70,30                                     |
| 1956  | Cary Middlecoff       | 70,35                                     |
| 1955  | Sam Snead             | 69,86                                     |
| 1954  | E.J. "Dutch" Harrison | 70,41                                     |
| 1953  | Lloyd Mangrum         | 70,22                                     |
| 1952  | Jack Burke Jr.        | 70,54                                     |
| 1951  | Lloyd Mangrum         | 70,05                                     |
| 1950  | Sam Snead             | 69,23                                     |
| 1949  | Sam Snead             | 69,37                                     |
| 1948  | Ben Hogan             | 69,30                                     |
| 1947  | Jimmy Demaret         | 69,90                                     |

| Année | Trophée Vardon | Trophée Vardon     |
| Année | Vainqueur      | Système par points |
| ----- | -------------- | ------------------ |
| 1941  | Ben Hogan      | 494 points         |
| 1940  | Ben Hogan      | 423 points         |
| 1939  | Byron Nelson   | 473 points         |
| 1938  | Sam Snead      | 520 points         |
| 1937  | Harry Cooper   | 500 points         |

## Vainqueurs multiples
Treize joueurs ont remporté le Trophée Verdon plus d'une fois au long de leur carrière.
- 8 fois
  - Tiger Woods: 1999, 2000, 2001, 2002, 2003, 2005, 2007, 2013
- 5 fois
  - Billy Casper: 1960, 1963, 1965, 1966, 1968
  - Lee Trevino: 1970, 1971, 1972, 1974, 1980
- 4 fois
  - Arnold Palmer: 1961, 1962, 1964, 1967
  - Sam Snead: 1938, 1949, 1950, 1955
- 3 fois
  - Ben Hogan: 1940, 1941, 1948
  - Greg Norman: 1989, 1990, 1994
  - Tom Watson: 1977, 1978, 1979
- 2 fois
  - Fred Couples: 1991, 1992
  - Bruce Crampton: 1973, 1975
  - Tom Kite: 1981, 1982
  - Lloyd Mangrum: 1951, 1953
  - Nick Price: 1993, 1997